# Donald Lu
Donald Lu (Huntington Beach, 10 agosto 1966) è un diplomatico e ambasciatore statunitense.
È l'attuale ambasciatore degli Stati Uniti nella repubblica asiatica del Kirghizistan.